# Eparchia di Battery
L'eparchia di Battery (in latino Eparchia Batteriensis) è una sede della Chiesa cattolica siro-malankarese in India suffraganea dell'arcieparchia di Tiruvalla. Nel 2022 contava 39.860 battezzati su 21.062.000 abitanti. È retta dall'eparca Joseph Thomas Konnath.

## Territorio
L'eparchia comprende i distretti indiani di Wayanad, Malappuram, Kozhikode, Kannur e Kasaragod nel Kerala; e il distretto di Nilgiri nel Tamil Nadu. Prima del 25 gennaio 2010 comprendeva anche una larga porzione del Karnataka, che ora forma l'eparchia di Puthur.
Sede eparchiale è la città di Sulthan Bathery (già Sulthan's Battery), dove si trova la cattedrale di San Tommaso.
Il territorio è suddiviso in 117 parrocchie.

## Storia
L'eparchia è stata eretta il 23 ottobre 1978 con la bolla Constat Paulum VI di papa Giovanni Paolo II, ricavandone il territorio dall'eparchia di Tiruvalla (oggi arcieparchia).
Originariamente suffraganea dell'arcieparchia di Trivandrum, il 15 maggio 2006 è entrata a far parte della provincia ecclesiastica dell'arcieparchia di Tiruvalla.
Il 25 gennaio 2010 ha ceduto una porzione del suo territorio a vantaggio dell'erezione dell'eparchia di Puthur.

## Cronotassi dei vescovi
Si omettono i periodi di sede vacante non superiori ai 2 anni o non storicamente accertati.
- Cyril Baselios Malancharuvil, O.I.C. † (28 ottobre 1978 - 6 novembre 1995 nominato arcieparca di Trivandrum)
- Geevarghese Divannasios Ottathengil † (11 novembre 1996 - 25 gennaio 2010 nominato eparca di Puthur)
- Joseph Thomas Konnath, dal 25 gennaio 2010

## Statistiche
L'eparchia nel 2022 su una popolazione di 21.062.000 persone contava 39.860 battezzati, corrispondenti allo 0,2% del totale.
| anno | popolazione | popolazione | popolazione | presbiteri | presbiteri | presbiteri | presbiteri                | diaconi | religiosi | religiosi | parrocchie |
| anno | battezzati  | totale      | %           | numero     | secolari   | regolari   | battezzati per presbitero | diaconi | uomini    | donne     | parrocchie |
| ---- | ----------- | ----------- | ----------- | ---------- | ---------- | ---------- | ------------------------- | ------- | --------- | --------- | ---------- |
| 1980 | 10.000      | ?           | ?           | 26         | 20         | 6          | 384                       |         | 6         | 58        | 58         |
| 1990 | 19.000      | 1.710.600   | 1,1         | 47         | 38         | 9          | 404                       |         | 9         | 127       | 80         |
| 1999 | 24.250      | 1.756.000   | 1,4         | 83         | 69         | 14         | 292                       |         | 14        | 215       | 113        |
| 2000 | 24.000      | 1.702.200   | 1,4         | 85         | 72         | 13         | 282                       |         | 13        | 231       | 22         |
| 2001 | 25.000      | 1.702.500   | 1,5         | 98         | 85         | 13         | 255                       |         | 14        | 240       | 22         |
| 2002 | 25.200      | 1.702.950   | 1,5         | 95         | 82         | 13         | 265                       |         | 13        | 246       | 22         |
| 2003 | 25.425      | 1.703.125   | 1,5         | 100        | 87         | 13         | 254                       |         | 13        | 253       | 22         |
| 2004 | 25.512      | 1.703.426   | 1,5         | 105        | 92         | 13         | 242                       |         | 13        | 260       | 22         |
| 2006 | 25.587      | 1.723.000   | 1,5         | 101        | 89         | 12         | 253                       |         | 12        | 276       | 22         |
| 2009 | 27.800      | 1.793.000   | 1,6         | 86         | 72         | 14         | 323                       |         | 14        | 259       | 121        |
| 2012 | 23.000      | 1.868.000   | 1,2         | 75         | 69         | 6          | 306                       |         | 6         | 298       | 104        |
| 2015 | 25.000      | 1.941.800   | 1,3         | 65         | 61         | 4          | 384                       |         | 4         | 298       | 104        |
| 2018 | 26.165      | 20.184.260  | 0,1         | 77         | 69         | 8          | 339                       |         | 8         | 300       | 105        |
| 2020 | 26.790      | 20.634.615  | 0,1         | 85         | 73         | 12         | 315                       |         | 12        | 270       | 108        |
| 2022 | 39.860      | 21.062.000  | 0,2         | 80         | 68         | 12         | 498                       |         | 12        | 288       | 117        |